# Pão francês
Pão francês (pronunciación en portugués: /ˈpɐ̃w̃ fɾɐ̃ˈses/ (escucharⓘ); tdl. ‘pan francés’) es un panecillo cilíndrico corto con una miga blanca suave y una cáscara dorada y crujiente que es popular en Brasil. Este pan tiene diferentes nombres en los diferentes estados de Brasil como pão de sal («pan salado»), cacetinho, carioquinha, pão de água («pan de agua»), pão Jacó («pan de Jacó»), pão filão («pan de molde»), pão aguado («pan aguado»), y careca. A pesar de su nombre, el pão francês es exclusivo de Brasil y no es un pan originario de Francia.
Pão francês es el pan más popular en Brasil. Un estudio de 2019 de Puratos encontró que el 95,7% de los residentes de la ciudad de São Paulo comen pão francês. De acuerdo a Sampapão (Sindicato y Asociación de la Industria de Panadería y Confitería de São Paulo), cada día se hornean más panecillos de pão francês en la ciudad de São Paulo que habitantes (18 millones de panecillos frente a 12,33 millones de habitantes).
El 21 de marzo es Día del Pão Francês en Brasil.

## Origen
Si bien el origen exacto del pão francês se desconoce, existen varias teorías sobre cómo se creó. Una teoría es que el pão francês fue inventado en el siglo XX por brasileños adinerados que pidieron a panaderos franceses que les enseñaran a hornear las baguettes que encontraron en sus visitas a Francia. A pesar de utilizar los mismos ingredientes base, la forma del pão francês se diferenciaban de las baguettes en las que se basaban por ser más pequeñas y redondas. Una teoría similar sitúa el origen del pão francês en las cocinas de la élite adinerada de São Paulo cerca del inicio de la Primera Guerra Mundial. El pan supuestamente fue creado por sus chefs personales a pedido de reproducir los panes hechos por los franceses que los niños encontraron en el extranjero en sus viajes por Europa.
Una última teoría sitúa el origen del pan mucho antes, en la corte real de Río de Janeiro durante la época colonial. Dom Juan VI y su corte fomentaron la importación de harina de trigo para hornear pan, ya que los panes en Brasil en esa época eran más sustanciosos y se horneaban con harina de yuca, maíz o centeno. El pan horneado con esta harina de trigo francesa se llamaría pão francês. No fue hasta principios del siglo XX cuando la harina de trigo importada se volvió más accesible y el Molino Matarazzo y Molino Santista abrieron en el estado de São Paulo que pão francês se extendió por todo el sudeste brasileño y finalmente por todo el país.

## Uso
Como el pan más popular de Brasil, el pão francês se come en el desayuno, el almuerzo y la cena y se puede encontrar en una variedad de platos. Pão francês es la base de muchos sándwiches, como los hot dogs brasileños, Bauru, Buraco quente, y X-caboquinho.